# Ernst-Barlach-Museum Wedel

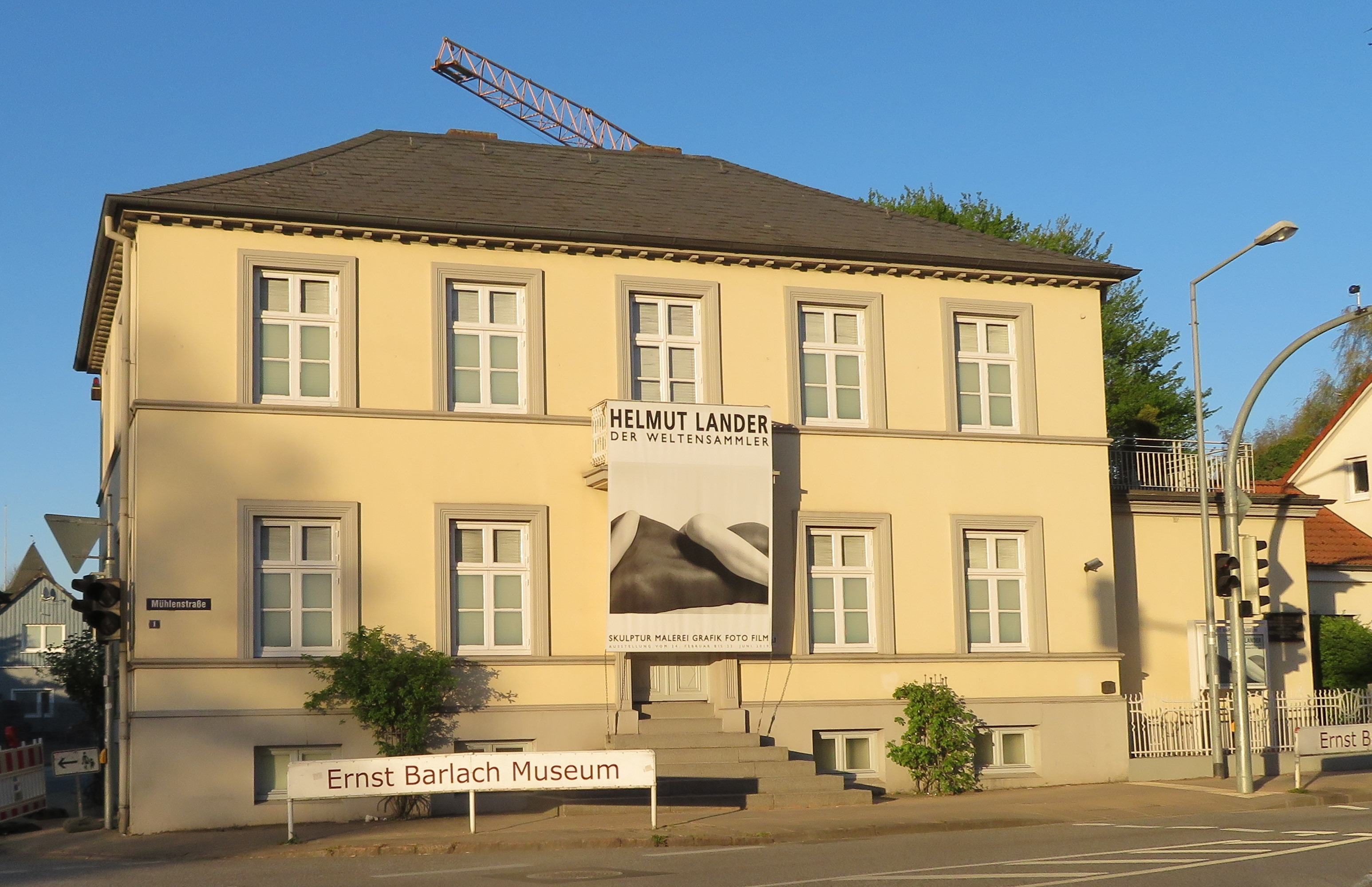
Ernst-Barlach-Museum in der Wedeler Mühlenstraße

Das Ernst-Barlach-Museum Wedel ist ein im August 1987 eröffnetes Kunstmuseum. Das Museum befindet sich im Geburtshaus Ernst Barlachs in Wedel und wird wie das Barlach-Museum Ratzeburg von der Hamburger Ernst Barlach Gesellschaft betrieben. 
Der Landarzt Georg Gottlieb Barlach hatte seine spätere Frau Louise Vollert in Satrup kennengelernt und am 2. März 1869 in Wedel geheiratet. Das Ehepaar bezog das 1835 errichtete Eckhaus am Markt in der Mühlenstraße Nr. 1, in dem sich heute das Museum befindet. Dort wurde am 2. Januar 1870 Ernst Barlach geboren. Am 11. Juli 1871 kam dort noch das zweite Kind der Familie zur Welt, bevor die Familie 1872 Wedel in Richtung Schönberg/Mecklenburg verließ. Das zweigeschossige Haus im klassizistischen Stil wurde 1982 von der Stadt Wedel für 450 000 D-Mark gekauft und für rund 1,7 Millionen D-Mark umgebaut. Es wurde von der Denkmalschutzbehörde des Kreises Pinneberg zum „Einfachen Kulturdenkmal“ erklärt.
Das Museum zeigt wechselnde Sonderausstellungen zur zeitgenössischen Kunst und der klassischen Moderne und widmet sich regelmäßig Phänomenen der Populärkultur. In unregelmäßigen Abständen werden immer wieder auch Werke von Ernst Barlach in thematischen Ausstellungen gezeigt. Dazu verfügt es über eine Sammlung von Skulpturen, Zeichnungen, Holzschnitten, Lithographien, Briefen und Manuskripten aus der Hand von Ernst Barlach.